# Diakonissenmutterhaus Eisenach

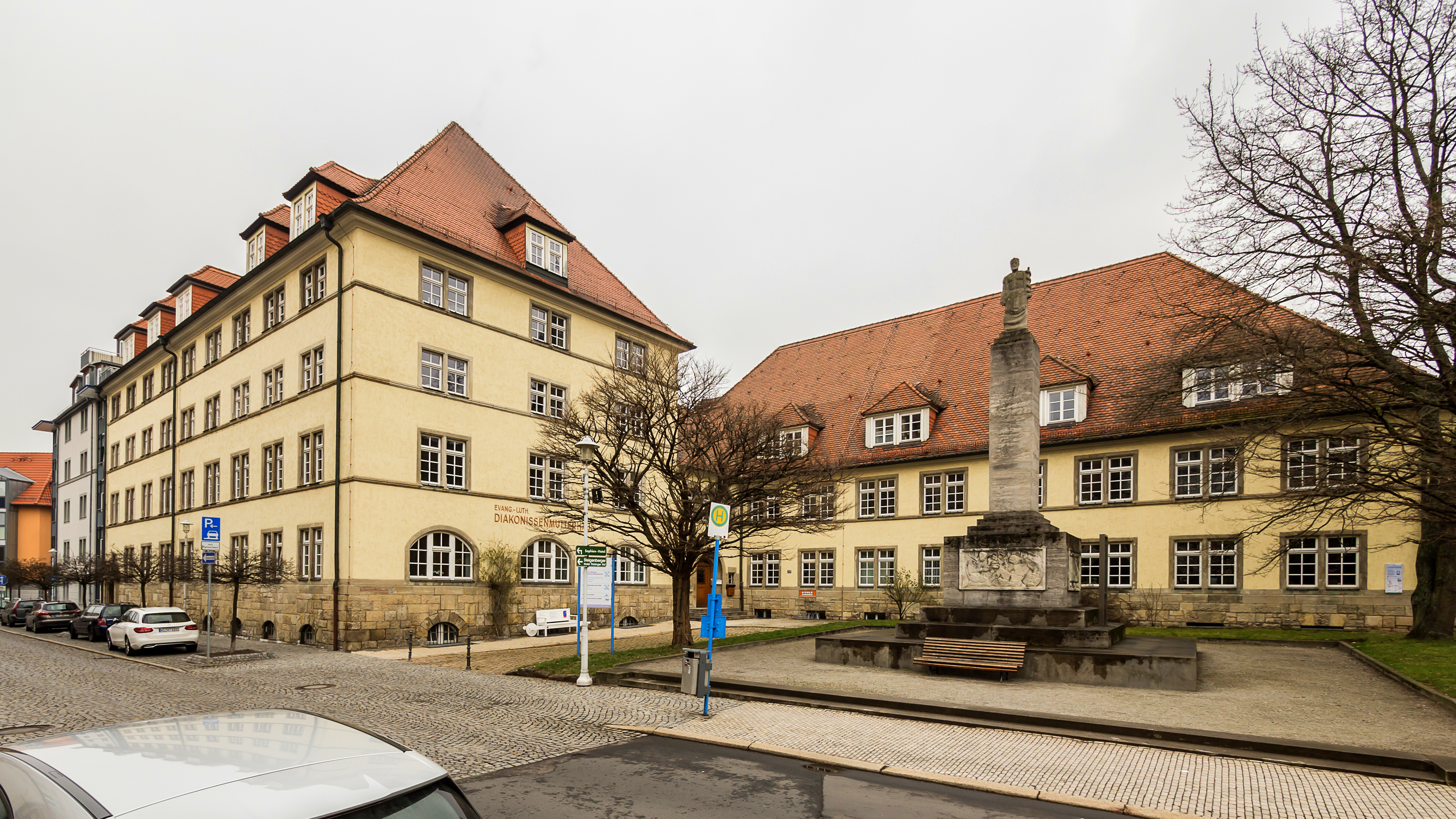
Das Diakonissenmutterhaus vom Karlsplatz aus gesehen

Das Diakonissenmutterhaus ist ein denkmalgeschützter Gebäudekomplex in Eisenach in Thüringen. Es ist das Mutterhaus der Ev.-Luth. Diakonissenhaus-Stiftung Eisenach.

## Lage
Das Diakonissenhaus steht an der Nordostecke des Karlsplatzes am Eingang zur Nikolaistraße in der Innenstadt von Eisenach. Vor dem Diakonissenhaus steht das im Jahr 1926 geweihte Ärztedenkmal, südlich schließt sich das Denkmalensemble aus Nikolaikirche und Nikolaitor an, in östliche Richtung das frühere Diakonissenkrankenhaus in der Schillerstraße.

## Diakonissenmutterhaus
Das Diakonissenmutterhaus bietet Heimat und Angebote für die diakonische Gemeinschaft der Diakonissen, der Diakonischen Schwestern und Brüder und der Brüder- und Schwesternschaft Johannes Falk in Eisenach. Das Mutterhaus ist eine der Stationen auf dem ökumenischen Pilgerweg in Richtung Santiago de Compostela. Zusammen mit der angrenzenden  Nikolaikirche bildet es in Zusammenarbeit mit den Kirchgemeinden ein geistliches Zentrum für Andachten und Themenangebote sowie für Oasen- und Einkehrtage. Ferner befindet sich in dem Haus die Geschäftsführung und Zentrale Verwaltung der Unternehmensgruppe Diako Thüringen sowie der zentrale Sitz der evangelisch-lutherischen Diakonissenhaus-Stiftung. Der Hauspsalm des Diakonissenhauses ist der Psalm 23.

## Pilgerherberge
Das Diakonissenmutterhaus ist eine der Herbergen des 2003 reaktivierten ökumenischen Pilgerweges von Görlitz nach Vacha. Die Schwestern des Diakonissenmutterhauses eröffnen den einkehrenden Pilgern Gesprächsangebote und begleiten sie mit Fürbitten auf ihren Pilgerweg.

## Geschichte des Mutterhauses

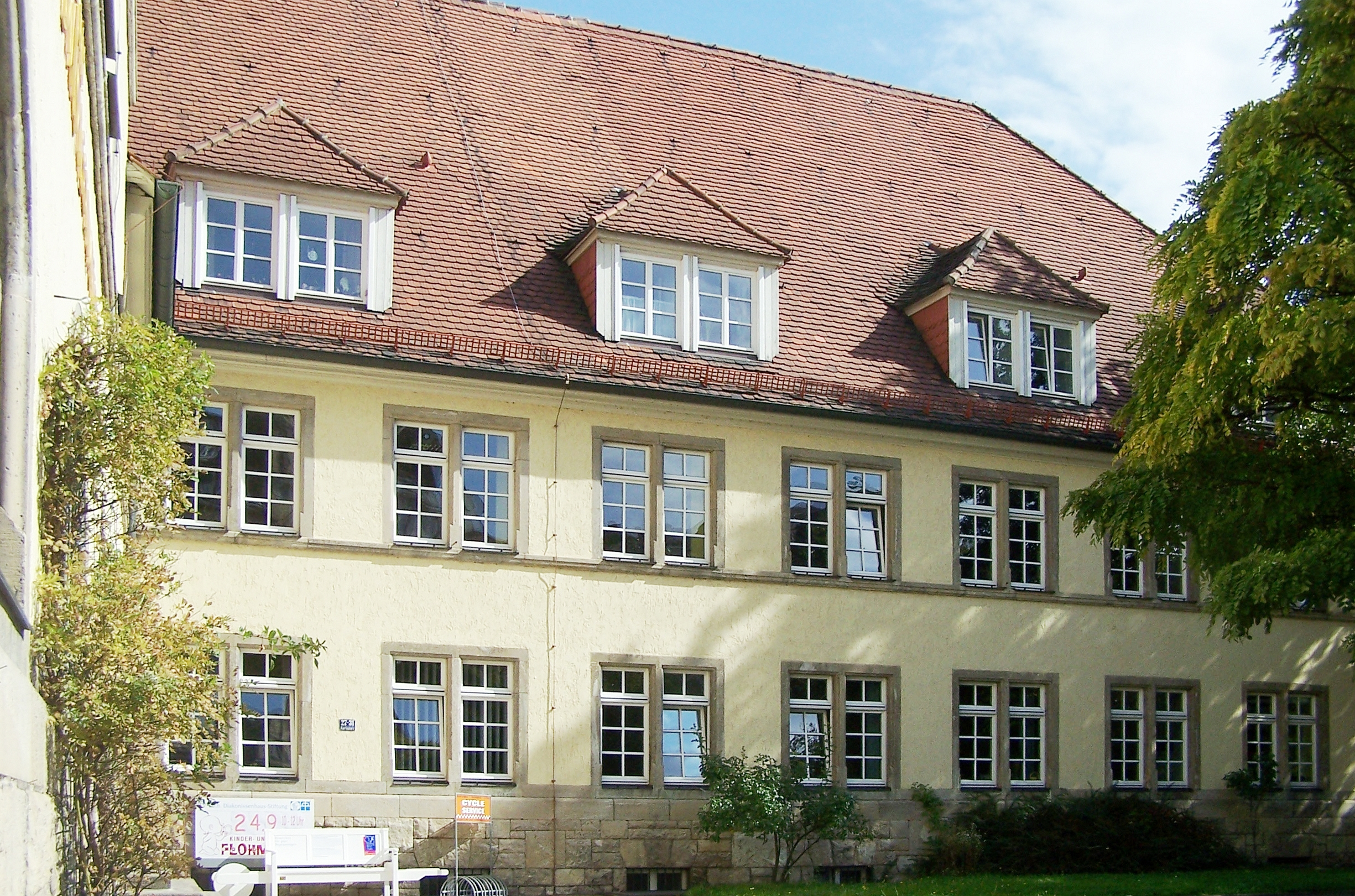
Mutterhaus Karlsplatz 31

Zwischen 1933 und 1935 wurde das heutige Mutterhaus am Eisenacher Karlsplatz 27 und 31 erbaut, das als Wohnhaus der Diakonissen und Verwaltungssitz der Stiftung dient.
In den 1990er Jahren wurde das Mutterhaus um einen Erweiterungsbau an der Ecke Nikolaistraße/Schillerstraße ergänzt. Betrieben wird das Mutterhaus von der Ev.-Luth. Diakonissenhaus-Stiftung Eisenach.

## Diakonissenhaus-Stiftung
Durch die Einzelinitiative der Christin Anna von Eichel entstand 1872 die Eisenacher Diakonissenhaus-Stiftung mit einer Gemeindeschwesternstation und einer kleinen Kinderstation, in der anfangs nur zwei Diakonissen aus dem Henriettenstift in Hannover arbeiteten. Das Mutterhauses gehörte dem Kaiserswerther Verband an. Im Jahr 1876 erwarb die Stiftung das ehemalige Eisenacher Benediktinerkloster und erweiterte ihre Tätigkeit um ein Siechenheim, ein Kinderheim und eine Krankenstation. das Personal wuchs auf sieben Diakonissen des Henriettenstiftes an. 1891 stimmte der Verwaltungsrat der Gründung eines eigenständigen Evangelisch-lutherischen Diakonissenmutterhauses für Thüringen zu. Fünf Jahre später, am 14. Oktober 1896 eröffnete die Diakonissenhaus-Stiftung das Diakonissenkrankenhaus in der Schillerstraße, das bis Ende 1993 betrieben wurde. Ab 1994 war es Haus 1 des damals gegründeten Christlichen Krankenhauses Eisenach. Im Jahr 2002 wurde der Krankenhausbetrieb am Standort Schillerstraße aufgegeben, nachdem das Christliche Krankenhaus mit dem städtischen Wartburgklinikum zum St. Georg Klinikum Eisenach verschmolzen worden war. 1916 arbeiteten 140 Schwestern auf 61 Stationen für die Diakonissenhausstiftung. Derzeit (2014) gehören dem Mutterhaus 70 Diakonische Schwestern sowie 26 Diakonissen an. Bezüglich des Umbaus des ehemaligen Diakonissen-Krankenhauses zu einer diakonischen Mehrzweckeinrichtung (2013/14) beklagte der Historiker Stefan Wolter mangelndes Geschichtsbewusstsein des heutigen Unternehmens Diako Westthüringen GmbH. Die Tilgung bzw. der Umgang mit baulichen Erkennungszeichen sei das äußere Zeichen einer Unsensibilität gegenüber dem früheren Geist des Hauses: Das vom Usedomer Künstler Manfred Kandt 1961 im Eingangsbereich gestaltete Wandbild – Kratztechnik auf kobalblauem Grund – blieb zwar erhalten, wurde aber in Ermangelung des Respekts gegenüber den Ambitionen des Künstlers und der mehr als 40 Jahre währenden Erscheinungsform mit roter Farbe restauriert; Fragmente eines Bibelzitates, das den konfessionellen Geist des Hauses symbolisierte, wurden getilgt.

## Galerie

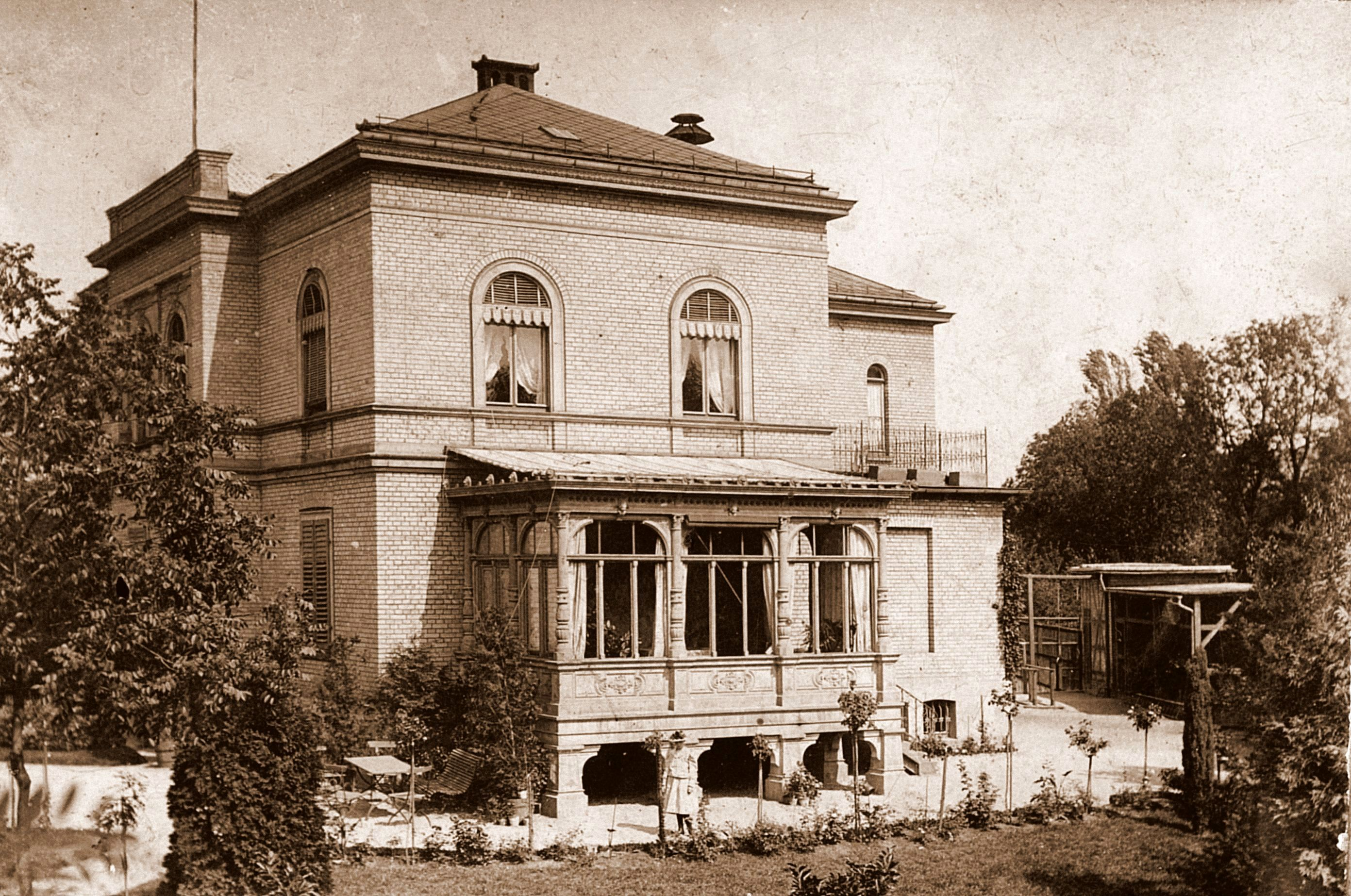
Die 1881 errichtete Villa des Kommerzienrats Albert Erbslöh, ab 1920 Diakonissenwohnstätte „Friedenshort“, heute eine Psychiatrische Klinik in der Eisenacher Goethestraße
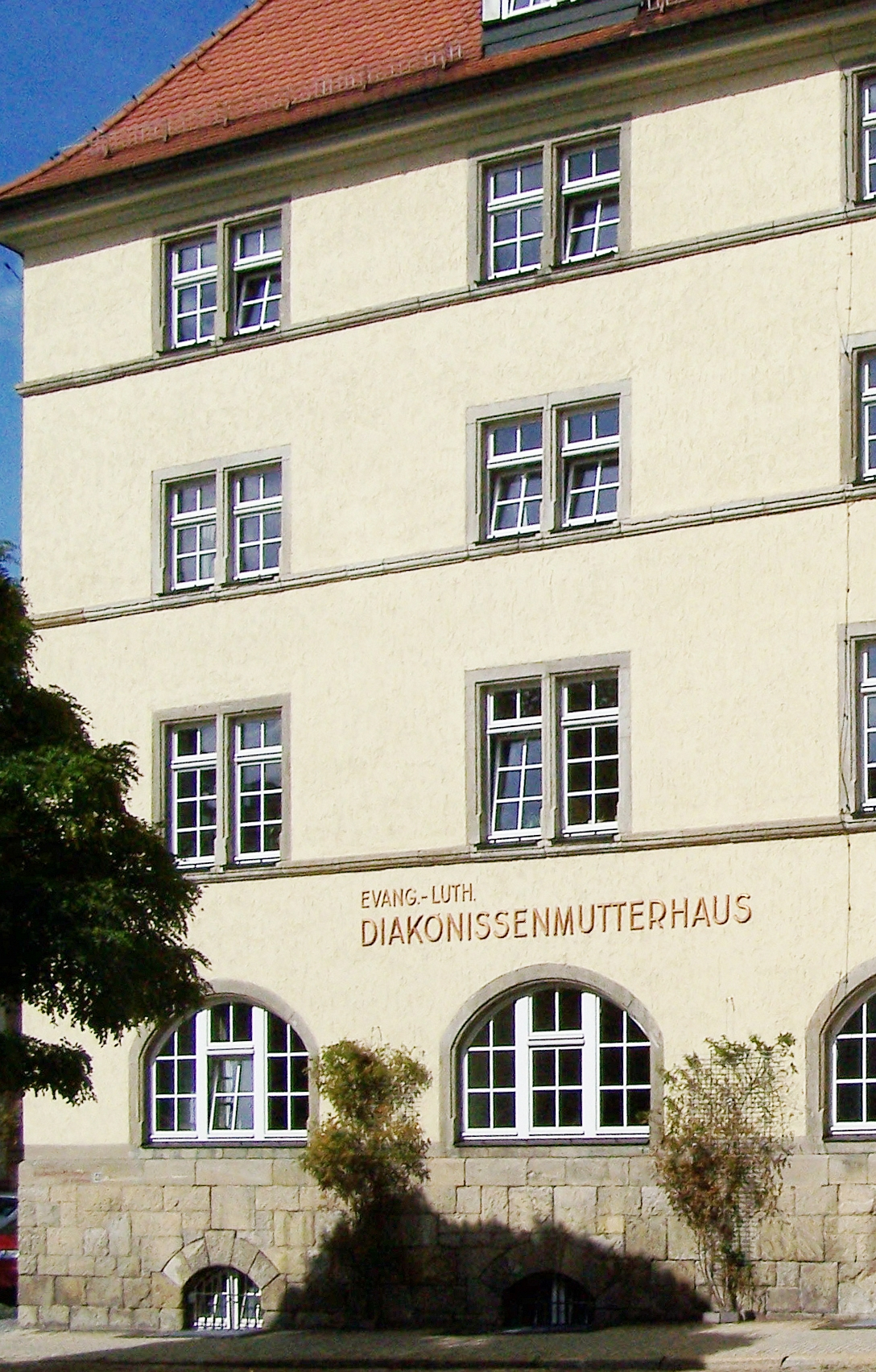
Haus Karlsplatz 27
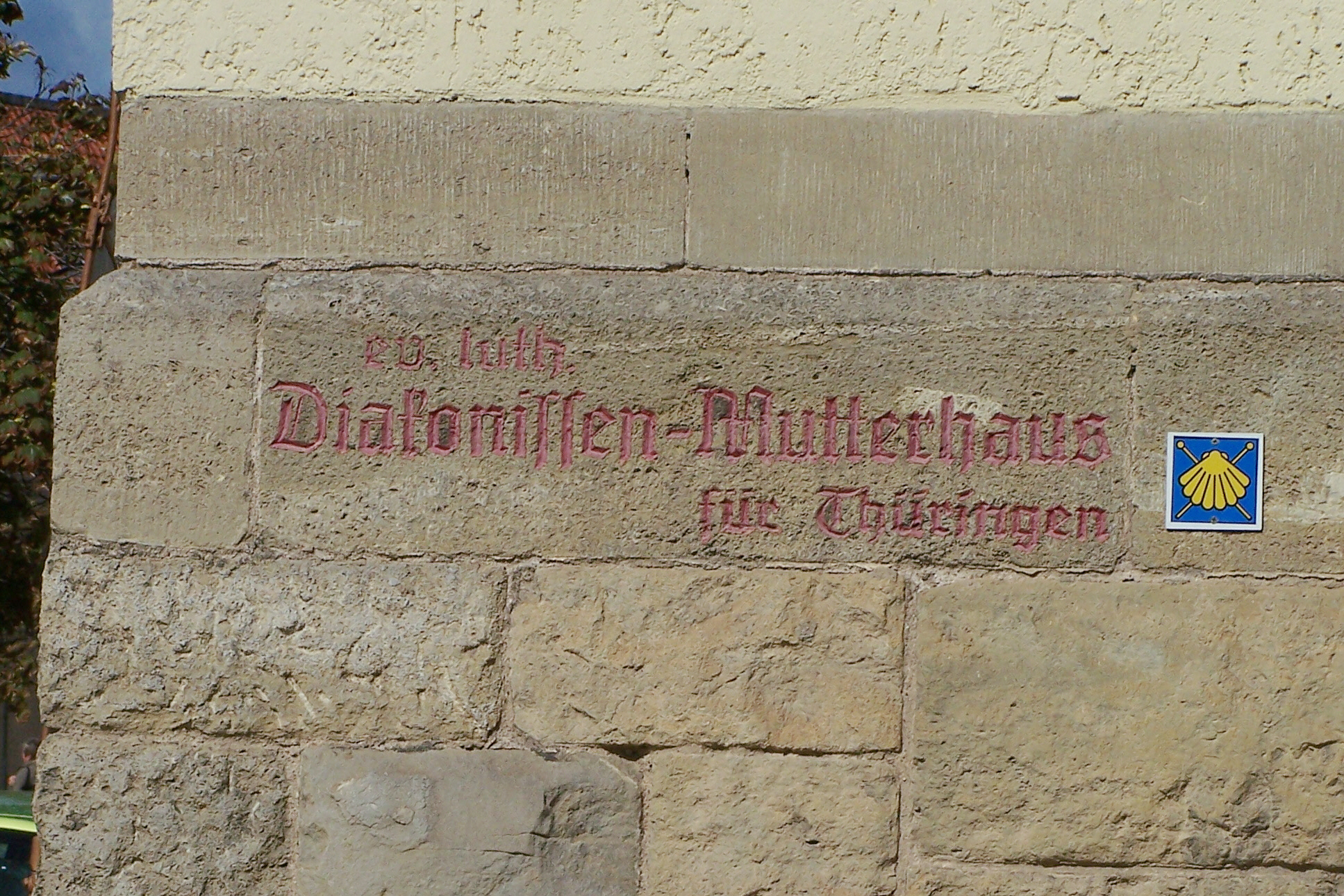
Inschrift am Haus Karlsplatz 27
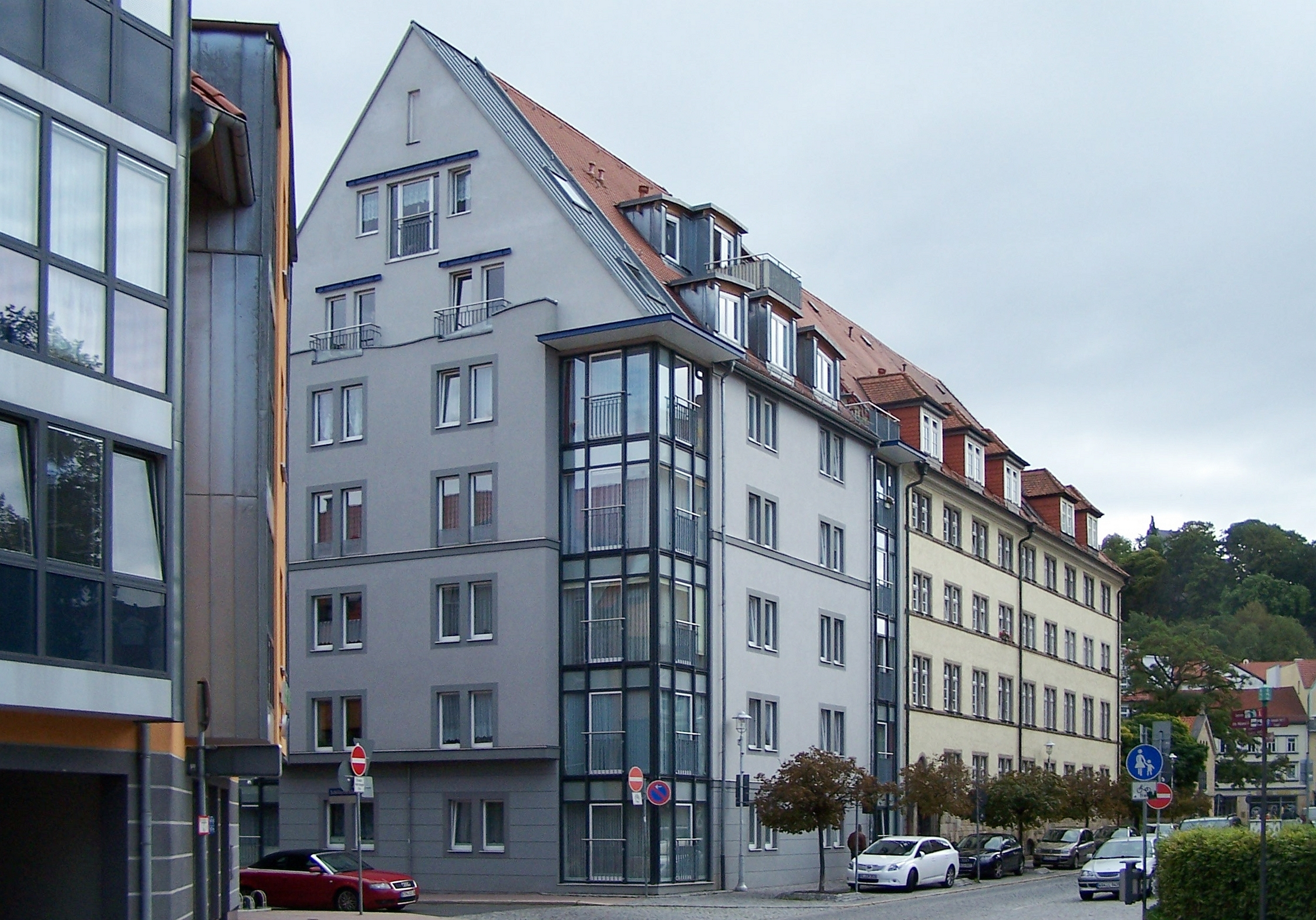
Das Mutterhaus mit dem Erweiterungsbau an der Ecke Schillerstraße